# Konflikten i södra Serbien
Konflikten i södra Serbien syftar på den militära konflikt som rådde i södra Serbien 2001 och räknas som ett av de jugoslaviska krigen. Händelsen nämns även som konflikten i Preševodalen. Konflikten startade sedan den albanska befolkningen i södra Serbien i skuggan av Kosovokriget startade en gerillarörelse, kallad UCPMB. UCPMB bildades efter samma mönster som de etniskt albanska gerillagrupperna Ushtria Çlirimtare e Kosovës (UÇK) i Kosovo och Ushtria Çlirimtare Kombëtare (UÇK) i Makedonien.
UCPMB hade som mål att ansluta de av albaner bebodda områdena i kommunerna Preševo, Bujanovac och Medveđa till Kosovo, som ställts under FN:s förvaltning, men som enligt FN:s säkerhetsråds resolution 1244 fortfarande var under Serbiens suveränitet. Den albanska befolkningen brukar kalla detta område för Östkosovo.
Efter Kosovokrigets slut uppfördes ett militärt skyddsområde runt Kosovo där jugoslavisk (nuvarande serbisk) militär inte fick agera utan endast hålla tyngre beväpnade polisenheter. UCPMB började 1999 angripa serbiska poliser och civila och konflikten fortskred under 2000 och början av 2001. Medlemmar från UÇK från Kosovo anslöt sig till UCPMB och upprättade snabbt baser i den demilitariserade säkerhetszonen. Angreppen fortskred och serbisk polis blev tvungen att stoppa sina patrulleringar i området. Även flera av de lokala albanska politiker som inte sympatiserade med UCPMB blev angripna. UCPMB:s och UÇK:s mål var att hålla ut i gränsområdena tills man kunde sluta samman områdena i södra Serbien och västra Makedonien till Kosovo och enas inom ett "Storalbanien". Men genom bristen på uppbackning från massmedia var denna konflikt relativt okänd för omvärlden, som istället riktade sig den större konflikten i Makedonien. I början av 2001 insåg Förenta nationerna och Nato faran av gerillarörelsens attacker och tillät den 24 maj serbisk militär att gå in säkerhetszonen och återställa kontrollen. Samtidigt uppmanade NATO UCPMB i en uppgörelse att överlämna samtliga vapen och sluta bedriva militära aktioner i södra Serbien.